# El arte del espíritu (documental)
El arte del espíritu es una película documental española dirigida por Karlos Alastruey.

## Argumento
Esta película se plantea traer a la pantalla la historia, las reflexiones y el propio proceso creativo de algunos de los artistas que dan más importancia a la función ennoblecedora del arte que a su viabilidad comercial. ¿Por qué en la Historia siempre ha habido artistas y creadores que han antepuesto el genuino proceso creativo a la búsqueda del reconocimiento y las prebendas? ¿Qué motiva a esas personas a persistir toda una vida en su “error” y aceptar la indiferencia social? 

## Ficha artística
- Ferrán Roca Bon (Roca Bon)
- Teresa Blanco (Teresa)
- Roy Ledgard (Roy)
- Marta Uxan Saña (Marta)
- Santiago Lahuerta (Santi)

## Comentarios
"El arte del espíritu" es un documental sobre cinco artistas afincados en España y sus motivaciones para dedicar una vida a la creación artística a pesar de las dificultades.
Según Juan Zapater: "Me gustó y me parece que tiene un admirable y esforzado trabajo de producción
impropio en un trabajo que sin duda no ha contado con apoyos económicos. Mi felicitación por el proyecto, se ve bien, está narrado con agilidad y posee testimonios que merecen la pena."
En la declaración del director sobre este documental leemos lo siguiente:
Olvidados por la así llamada “industria artística” existen en nuestro país artistas y creadores para los que el arte constituye una vía indispensable para dignificar al ser humano. Tales artistas, a pesar de las limitaciones económicas, estructurales y de otra índole a las que se enfrentan a diario, libran una guerra particular contra la indiferencia, la vulgaridad y el mercantilismo. Creen firmemente que tienen algo importante que transmitir; consideran que el arte es una poderosa herramienta para devolver al ser humano algo que inherentemente le pertenece pero que está perdiendo. La obra de estos autores encarna sus ideales y pone de manifiesto otra forma de entender el arte y, en consecuencia, de contemplar al propio ser humano.
Es muy difícil para un creador mantenerse fiel a unos principios cuando las necesidades diarias de la vida empujan en sentido contrario. Las decisiones sobre qué obras de arte llegan al gran público y cuáles no, se toman casi siempre al margen de los artistas independientes. Son directores de museos, gestores de fundaciones, directores y técnicos de los departamentos de cultura, responsables de galerías de arte, programadores de televisión, los que – al margen del artista y del proceso de creación – deciden qué obras pasan el tamiz de lo conveniente. A veces la estética, otras la oportunidad, tal vez la temática, definen qué artistas y qué obras se incorporan al “mercado”. Pero podríamos preguntarnos: ¿son creación y mercado conceptos compatibles? ¿Es de verdad posible poner precio al valor de una obra artística?
Esta película se plantea traer a la pantalla la historia, las reflexiones y el propio proceso creativo de algunos de estos artistas, que dan más importancia a la función ennoblecedora del arte que a su viabilidad comercial. ¿Por qué en la Historia siempre ha habido artistas y creadores que han antepuesto el genuino proceso creativo a la búsqueda del reconocimiento y las prebendas? ¿Qué motiva a esas personas a persistir toda una vida en su “error” y aceptar la indiferencia social?
El día a día de estos creadores es una historia que merece ser contada: sus ideas, anhelos, amarguras, contradicciones, y también sus esperanzas. ¿Qué es lo que buscan? ¿Qué esperan? ¿O tal vez no esperan nada en absoluto? ¿Cómo se produce la plasmación de todo eso en su obra? ¿Qué hay en su obra y detrás de su obra? ¿Cómo se ven a sí mismos? Estas preguntas fundamentales, y otras que surgen en el propio proceso de filmación, deben hacerse. Son reflexiones, pensamientos, filosofías incluso, que nos ayudan a reencontrarnos con nosotros mismos. Y este es uno de los sentidos que muchos de estos artistas imprimen a su obra: tratan de dignificarnos y de hacernos repensar al ser humano.
El público en realidad se ve limitado en su libertad para elegir el arte que quiere disfrutar. La música por ejemplo, que no da mensajes de sensualidad, de culto al cuerpo, de materialismo, o que no se conforma con la ideología imperante, no entra en el circuito, no es aceptada por los que tienen el poder de que salga adelante. Se modelan las conciencias de la gente joven a través de las artes, particularmente la música y el cine, y son básicamente tres o cuatro valores materialistas los que continuamente se están transmitiendo. Más que razones económicas, parece que en última instancia hubiera razones ideológicas que impulsaran esto. ¿Quién y por qué?

## Descripción de los personajes
- Roy Ledgard, escultor de Elche
Hijo del antes famoso presentador de TVE Kiko Ledgard, Roy realiza escultura de gran tamaño y usa novedosas técnicas personales.
- Teresa Blanco, pintora de Santander
Teresa es una conocida pintora cántabra que dejó a un lado los retratos pare centrarse en lo que ella denomina pintura de los espacios que recuerdan la matriz del espíritu.
- Marta Saña, actriz de teatro de Sant Cugat
Marta actúa en dos grupos de teatro catalanes, que se distinguen por su vanguardismo y su vocación de elevar la conciencia social del público.
- Santiago Lahuerta, estudiante de música de Barcelona
Santiago estudia batería en la prestigiosa Escuela Superior de Música del Liceo de Barcelona. Se interesa principalmente por el Jazz y el Rock, y por ir más allá del virtuosismo.
- Ferrán Roca Bon, pintor de Barcelona
Roca Bon es un consagrado pintor barcelonés que ha expuesto en las galerías de arte más importantes de España, así como en Nueva York, Victoria (Canadá) y con obra repartida en numeroso países. Roca Bon es autor del retablo del santuario de Nuria, en Cataluña.

## Premios y candidaturas
Swansea Bay Film Festival Bay Film Festival
| Año  | Categoría                      | Resultado |
| ---- | ------------------------------ | --------- |
| 2008 | Best International Documentary | Nominado  |

Cinearte Fuendetodos 
| Año  | Categoría        | Resultado |
| ---- | ---------------- | --------- |
| 2008 | Mejor documental | Ganador   |

- Datos: Q5659851